# Pagoda Beisi

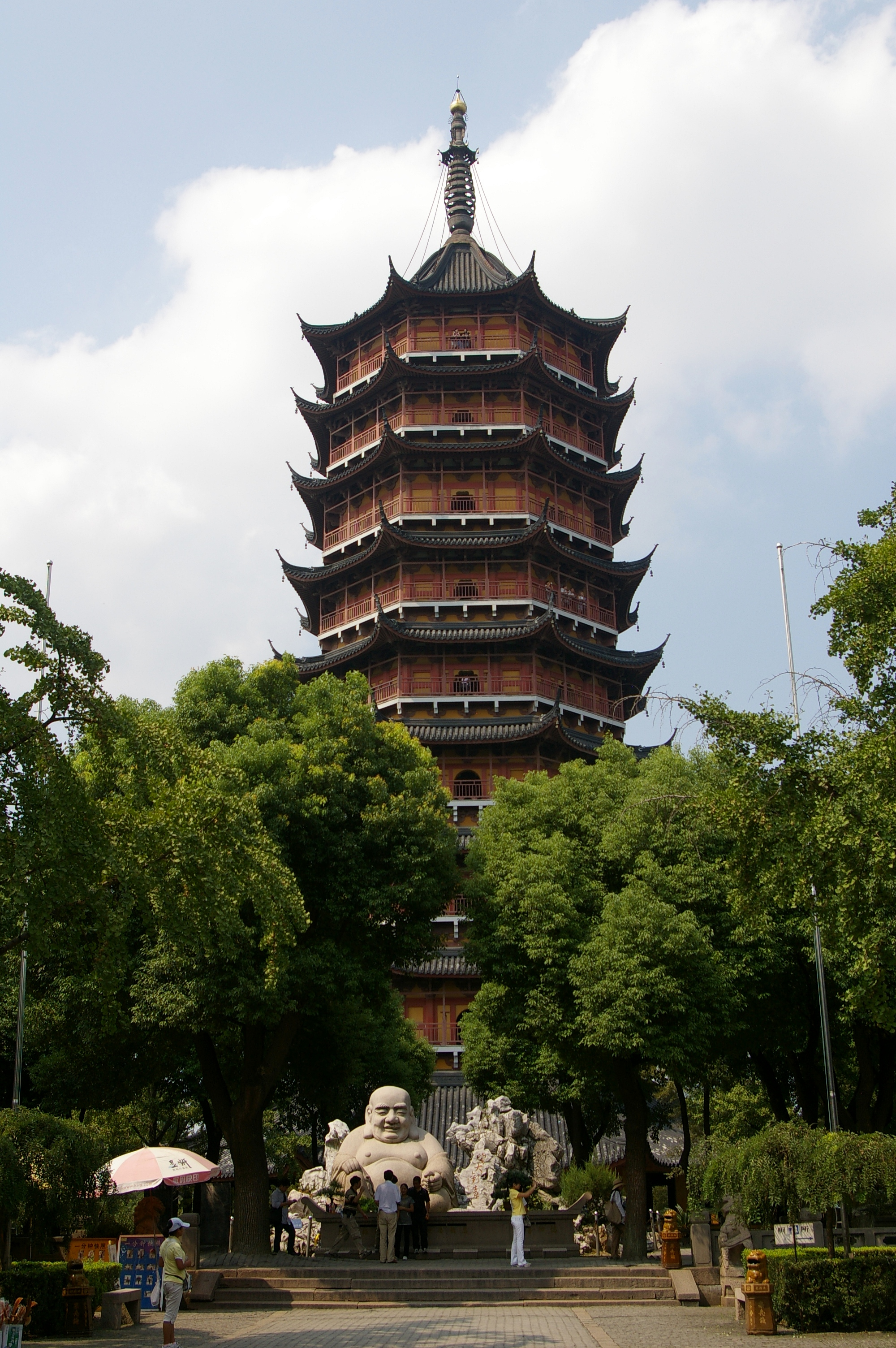
La pagoda Beisi

La pagoda de Beisi (en chino, 北寺塔; pinyin, Běisì Tǎ; Wade-Giles, Peiszu T'a; Suzhou Wu: Poh zy thaeh) o Pagoda del templo norte, es una pagoda china ubicada en el Templo de Bao'en Suzhou, provincia de Jiangsu, China. La base de la pagoda tiene un marco octogonal, y la torre se eleva nueve pisos en una altura total de 76 m. La pagoda tuvo una vez once pisos de alto, pero fue dañada y reducida a nueve pisos. Sus aleros dobles y esquinas voladizas son similares a los de la Pagoda Liuhe encontrada en Hangzhou. Su base y muros exteriores son de ladrillo, los balaustres de piedra y los aleros y barandillas que rodean la estructura son de madera.

## Historía
Aunque la estructura actual data de la dinastía Ming (1368-1644) (con renovaciones en las siguientes épocas), el sitio histórico de construcción de la pagoda data de hace unos 1.700 años. Una pagoda budista construida durante el reinado de Sun Quan en el tercer siglo originalmente se encontraba el sitio (en honor a su ama de crianza), junto con otra pagoda construida durante la dinastía Liang (502-557). El diseño actual de la pagoda se realizó entre los años 1131 y 1162, durante la dinastía Song (960-1279). El patrocinio y la construcción de la pagoda de la era Song estuvo a cargo del monje budista Dayuan. Sin embargo, la pagoda fue quemada por un incendio hacia finales de la dinastía Song y reconstruida durante la Ming.
Durante las últimas reparaciones de la pagoda, realizadas entre 1960 y 1975, se encontraron artefactos chinos dentro de la torre, incluyendo una tortuga de cobre y estatuas de Buda. La última restauración de la pagoda se dio en 2006.